# Romorantin-Lanthenay
Romorantin-Lanthenay is een gemeente in het Franse departement Loir-et-Cher in de regio Centre-Val de Loire. De plaats is de onderprefectuur van het arrondissement Romorantin-Lanthenay. Romorantin-Lanthenay geldt als de hoofdstad van de streek Sologne. De gemeente telde 18.377 inwoners op 1 januari 2022.
Romorantin, een stad met een rijke geschiedenis en een industrieel verleden, werd in 1961 samengevoegd met het meer landelijke Lanthenay.

## Geschiedenis
Romorantin kreeg in 1196 stadsrechten van de graaf van Blois. Op de rechteroever van de Sauldre werden verdedigingswerken gebouwd. In de 15e eeuw kwam de stad onder de bescherming van de graven van Angoulême. De stad werd uitgebreid en er kwamen een nieuwe brug over de Sauldre en nieuwe verdedigingswerken waaronder een versterkt kasteel. Tijdens een verblijf in dat kasteel beviel de Franse koningin Anna van Bretagne van een dochter, Claude. Haar latere echtgenoot, Frans I, vatte het plan op om van Romorantin een koninklijke stad te maken, met een koninklijk kasteel, een nieuwe stad en een jachtpaleis. Leonardo da Vinci werd gevraagd voor de plannen, maar dit plan werd opgegeven in 1519. De rest van de 16e en de 17e eeuw verliepen weinig voorspoedig voor de stad, met oorlogsgeweld (de hugenotenoorlogen en de Fronde) en een pestuitbraak in 1585. Het kasteel van Romorantin raakte in verval en er resten hiervan nog maar twee torens.
Tot de 18e eeuw, geholpen door protectionistische maatregelen, had de stad een belangrijke wolnijverheid. In de 19e eeuw was de Manufacture Normant, een textielfabriek, in de stad gevestigd. Vanaf 1961 was hier in de voormalige Normant-fabriek de productie van Automobiles René Bonnet gevestigd, in 1964 overgenomen door Matra. Hier werden onder andere de René Bonnet Djet, de Matra Murena en de Renault Espace gebouwd.

## Geografie
De oppervlakte van Romorantin-Lanthenay bedroeg op 1 januari 2022 45,315 vierkante kilometer; de bevolkingsdichtheid was toen 405,5 inwoners per km².
De onderstaande kaart toont de ligging van Romorantin-Lanthenay met de belangrijkste infrastructuur en aangrenzende gemeenten.

## Verkeer en vervoer
In de gemeente liggen de spoorwegstations Romorantin-Blanc-Argent en Faubourg-d'Orléans.

## Demografie
Onderstaande figuur toont het verloop van het inwonertal (bron: INSEE-tellingen).

## Sport
De plaatselijke voetbalvereniging is SO Romorantinais, opgericht in 1930.

## Geboren
- Claude van Frankrijk (1499-1524), koningin van Frankrijk
- Jean-René Quignard (1887-1978), componist, muziekpedagoog en organist